# アリス・アーノルド
アリス・アーノルド（Alice (Katie) Arnold, 1962年 - ）は、イギリスのニュースキャスター・アナウンサー。BBC Radio 4所属。
政治学の学位を得た後、治安判事を10年間務め、その後女優としてのトレーニングを経て1988年にBBCへ入社。1994年にパーティーでピーター・ドナルドソンに出会い、BBC Radio 4に入社。2004年にニュースキャスターとなり、現在はRadio 4の昼と夜のニュースを読み上げ、時折BBC Radio 2でも活躍している。2006年6月にToday programmeのニュースキャスターに昇進した。
以前彼女のパートナーはコメディアンのサンディ・トグスヴィッヒであったが、現在は競馬解説者のクレア・バルディングと関係を持っている。